# Kapkobra

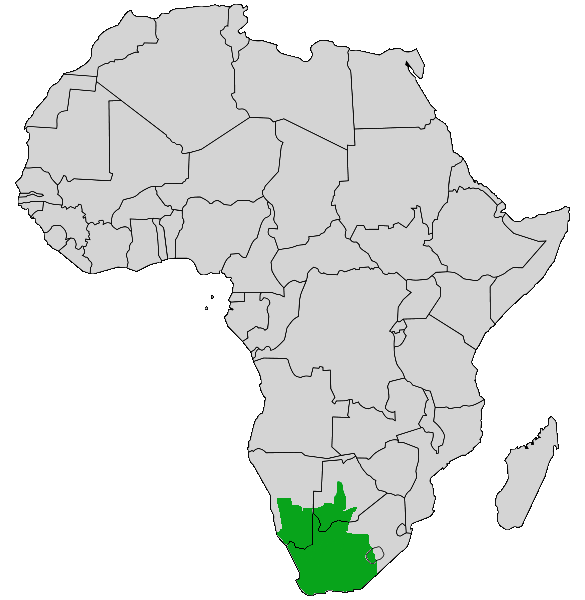
Verbreitungsgebiet der Kapkobra

Die Kapkobra (Naja nivea), auch Kap-Kobra, ist eine regional häufiger vorkommende Art der Familie der Giftnattern (Elapidae). Mit 120–170 cm Länge ist sie eine im Vergleich zu anderen Kobras kleinere Art. Trotzdem gilt sie als giftigste Kobra Afrikas.

## Vorkommen
Die Kapkobra lebt in Südafrika, Botswana und Namibia. Sie bevorzugt trockene Savannen und Halbwüsten, hält sich jedoch auch in der Nähe von Flussrändern und besonders gerne in unmittelbarer Nähe zu menschlichen Behausungen auf. Teilweise dringt diese Art auch in die Häuser ein. Kapkobras kommen in Höhen bis zu 2700 m ü. M. vor.

## Merkmale
Diese Schlange ist mit 1,2–1,7 m Länge für eine Kobra vergleichsweise klein. Sie hat einen schlanken Körperbau. Der recht flache Kopf setzt sich deutlich vom Körper ab. Je nach geographischer Lage gibt es unterschiedliche Variationen der Färbung. Cremefarbene bis zitronengelbe Exemplare kommen vor allem in Botswana und Transvaal, aber auch in anderen Teilen des Verbreitungsgebietes vor; in Botswana ist zudem eine gelbe, braun gepunktete Form zu finden, während in der Kapregion hauptsächlich schwarze oder braune Kapkobras heimisch sind.
Die unbeweglich im Oberkiefer stehenden Furchengiftzähne sind im Vergleich zu anderen Kobraarten relativ kurz. Die Augen haben, typisch für tagaktive Reptilien, runde Pupillen. In der Regel umgeben 19–21 Reihen glatter Schuppen die Rumpfmitte.

## Lebensweise

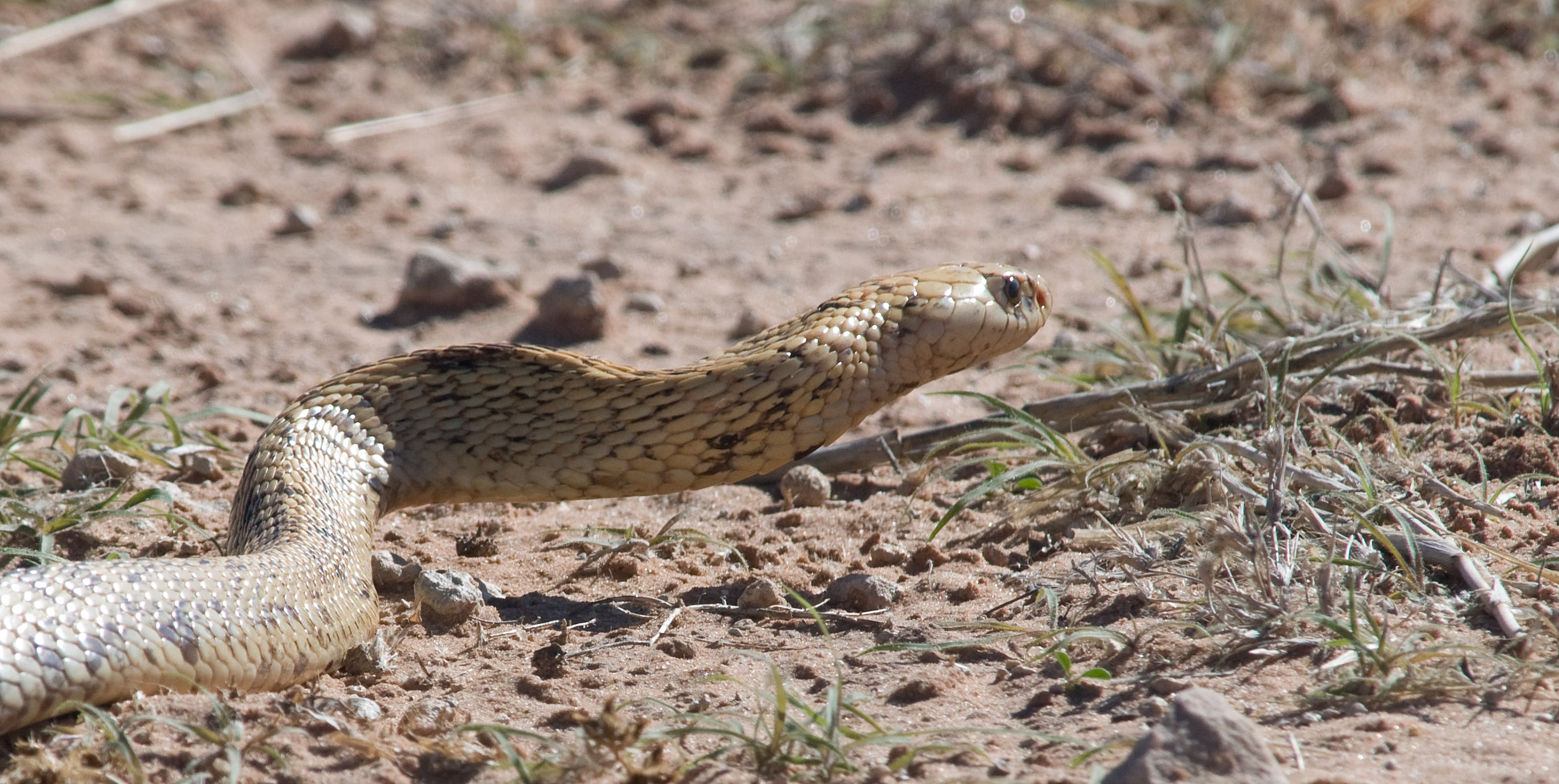
Kapkobra

Kapkobras sind bodenlebend, halten sich seltener in Bäumen auf als andere Schlangen und verstecken sich gerne in Erdlöchern. Sie sind sowohl am Tag als auch in der Dämmerung aktiv und suchen dann ihre Beute. Die Beute wird wie bei fast allen Arten der Gattung Naja durch einen Biss getötet. In der kalten Jahreszeit, in der Regel zwischen Mai und August, hält sie Winterruhe.
Bei Bedrohung richtet sie den Vorderkörper auf und schnellt zum Biss vor, auch mehrfach. In Verbindung mit ihrem starken Gift (ein Biss kann die letale Dosis für bis zu sechs Menschen abgeben) ist sie für Menschen sehr gefährlich.

### Nahrung
- Nagetiere,

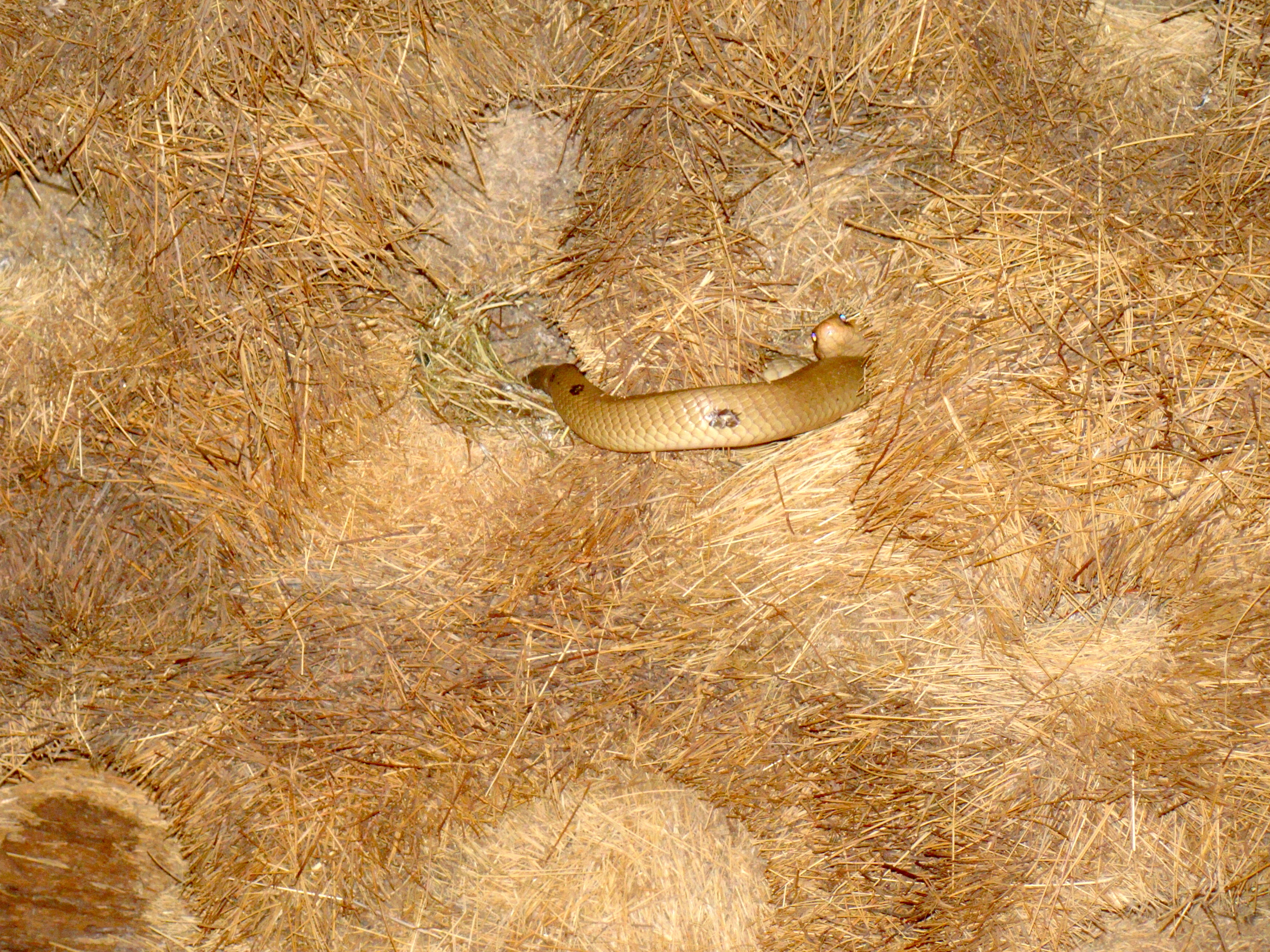
Eine Kapkobra in einem Gemeinschaftsnest von Webervögeln bei Simplon (Namibia)

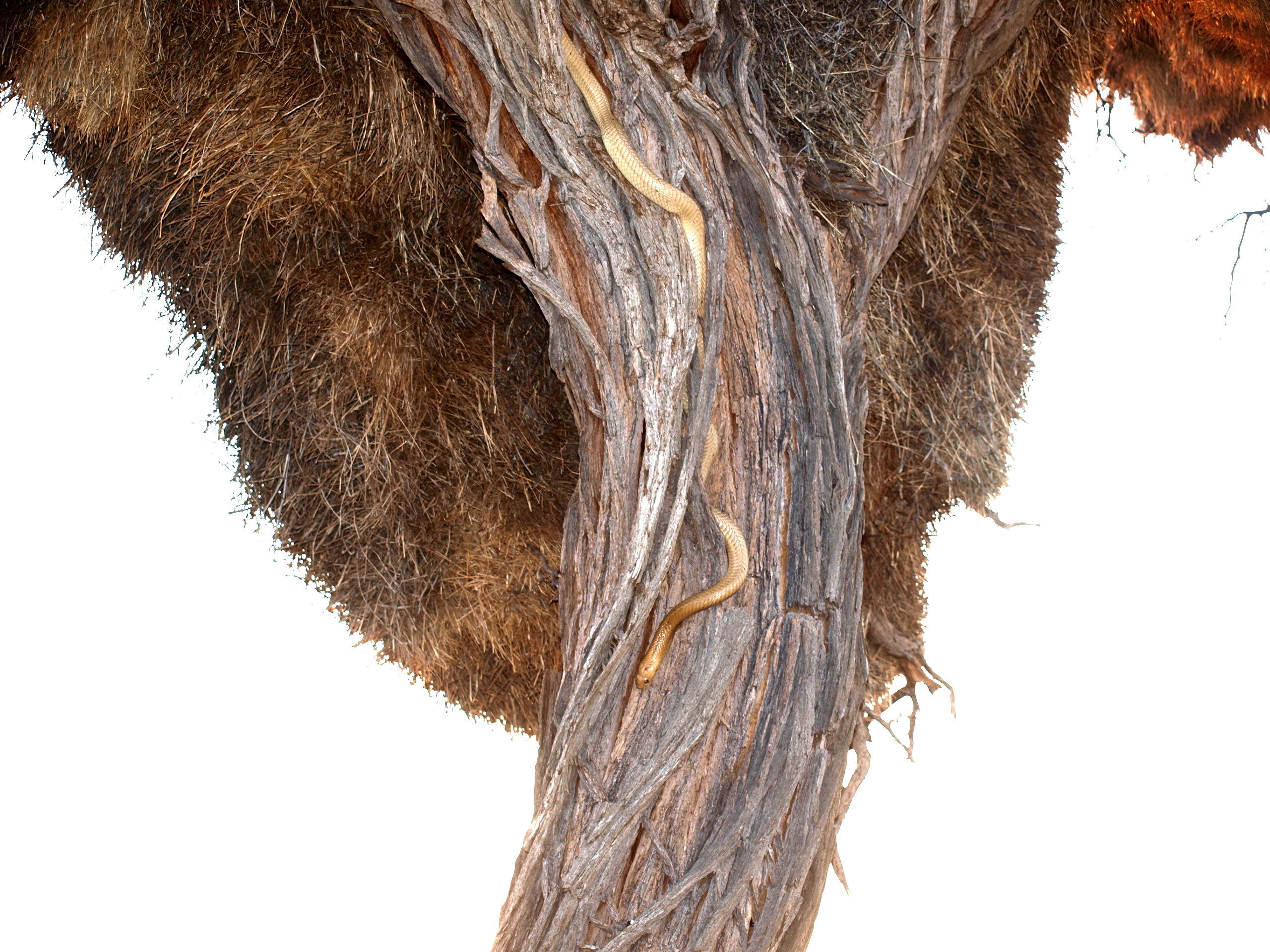
Eine Kapkobra verlässt ein Webervogelnest bei der Auob Lodge in Namibia

- kleinere Vögel (vor allem Webervögel),
- Amphibien
- sowie Schlangen und andere Reptilien.

### Giftigkeit
Das Gift der Kapkobra ist eines der wirksamsten innerhalb der Gattung. Die Gefährlichkeit beruht auf dem hohen Anteil von Alpha-Toxinen, die irreversibel Synapsen blockieren. Es hat neurotoxischen Charakter und führt bei Beutetieren binnen weniger Sekunden zum Tode. Auch für den Menschen ist dieses Gift extrem gefährlich. Das Gift führt unbehandelt etwa in 50 % der Bissfälle zum Tode.
Erste Symptome nach einem Biss sind Sprachstörungen, Schluckbeschwerden und hängende Augenlider. Neben Herzkreislaufstörungen treten fortschreitende Lähmungen auf, die auch die Atmungsmuskulatur betreffen und dadurch zum Tod durch Erstickung führen. Lokal können Schmerzen, Schwellungen, Blutblasen und Gewebsnekrosen auftreten.

### Fortpflanzung
Über die Fortpflanzung in freier Natur ist noch wenig bekannt. Die Paarung erfolgt in den Monaten Februar bis April. Das Weibchen legt im Juni oder Juli rund 15 bis 20 Eier in verlassene, feuchte Nagetierbauten. Der Schlupf der Jungschlangen erfolgt je nach Temperatur nach 5 bis 7 Wochen.